# Mellilla rilevaria
Mellilla rilevaria är en fjärilsart som beskrevs av Alpheus Spring Packard 1876. Mellilla rilevaria ingår i släktet Mellilla och familjen mätare. Inga underarter finns listade i Catalogue of Life.